# Rüdiger Schnuphase
Rüdiger Schnuphase (Werningshausen, 1954. január 23. –) olimpiai ezüstérmes német labdarúgó.
Az NDK válogatott tagjaként részt vett az 1974-es világbajnokságon és az 1980. évi nyári olimpiai játékokon.

## Sikerei, díjai
Carl Zeiss Jena
- Keletnémet kupa (1): 1979-80

NDK
- Olimpiai ezüstérmes (1): 1980

Egyéni
- A Keletnémet bajnokság gólkirálya (1): 1981-82 (19 góllal)